# Народни покрет за ослобођење Анголе
Народни покрет за ослобођење Анголе — Партија рада (МПЛА; порт. Movimento Popular de Libertação de Angola - Partido do Trabalho, MPLA) је партија на власти у Анголи од њене независности од Португалије 1975. године. Чланови МПЛА борили су се против португалске колонијалне армије у Анголском рату за независност (1961—1975), а после тога су постигли победу и против покрета УНИТА и ФНЛА у Анголском грађанском рату (1975—2002).

## Оснивање
Анголска комунистичка партија (ПЦА) и Партија уједињене борбе за Африканце у Анголи (ПЛУА) су се, 1. децембра 1956. године, ујединиле у Народни покрет за ослобођење Анголе. Генерални секретар МПЛА постао је Вириато да Круз, дотадашњи председник ПЦА. Касније су се МПЛА-у прикључили још неки мањи ослободилачки покрети.
Оружано крило МПЛА су биле Војне снаге за ослобођење Анголе (ФАПЛА). Борци ФАПЛА касније су постали регуларна армија Анголе.
Године 1960, МПЛА и ПАИГЦ, ослободилачки покрет Гвинеје Бисао и Зеленортских острва, удружили су снаге у борби против Португалске империје у Африци. Касније су им се придружили мозамбички ФРЕЛИМО и МЛСТП из Сао Томе и Принсипеа.

## Независност и грађански рат
Након Револуције каранфила у Лисабону 1974. године, на власт у Португалији дошла је војна влада која је пристала дати независност Анголи. Три ослободилачка покрета (МПЛА, ФНЛА и УНИТА) су првобитно били у коалицији, која се убрзо распала.
Јужна Африка, САД и Заир финансирали су ФНЛА и УНИТА, а Куба и Совјетски Савез МПЛА. До новембра 1980, МПЛА је скоро у потпуности победила снаге УНИТА-е.
Ангола је прогласила независност 11. новембра 1975, а први председник постао је вођа МПЛА, Агостињо Нето. Након Нетове смрти 1979, председник Анголе постао је Жозе Едуардо дос Сантос.
Године 1977, МПЛА је прихватила марксизам-лењинизам као партијску идеологију. Након унутарпартијских превирања, чланови МПЛА приклонили су се социјалстичком, а одбацили комунистички модел. Упркос томе, Ангола је остала савезник Источног блока. Кубанске трупе су и даље биле пристуне у земљи, будући да је покрет УНИТА још увек дејствовао против МПЛА.
Грађански рат је трајао до 2002. године, када је вођа УНИТА-е, Жонас Савимби, убијен.
Године 1983, МПЛА је својем називу придодао суфикс Партија рада.

## Историја избора
| Избори | # гласова | % од важећих | # посланика | Влада     |
| ------ | --------- | ------------ | ----------- | --------- |
| 1992   | 2,124,126 | 53.7%        | 129 / 220   | владајући |
| 2008   | 5,266,216 | 81.6%        | 191 / 220   | владајући |
| 2012   | 4,135,503 | 71.8%        | 175 / 220   | владајући |
| 2017   | 4,907,057 | 61.1%        | 150 / 220   | владајући |
| 2022   | 3,209,429 | 51.1%        | 124 / 220   | владајући |

## Партијске организације
Масовне организације, које делују унутар МПЛА, су Организација жена Анголе (порт. Organização da Mulher Angolana), Национална унија радника Анголе (порт. União Nacional dos Trabalhadores Angolanos), Организација пионира Агостиња Нета (порт. Organização dos Pioneiros de Agostinho Neto) и Омладина МПЛА (порт. Juventude do MPLA).